# Le Serment de Pamfir
Pour plus de détails, voir Fiche technique et Distribution.
Le Serment de Pamfir (Памфір, Pamfir) est un film ukrainien réalisé par Dmytro Sukholytkyy-Sobchuk (uk), sorti en 2022,.

## Synopsis
Leonid, surnommé Pamfir, retrouve sa femme Olena et son fils Nazar dans un village de l'ouest de l'Ukraine, proche de la frontière roumaine. Plus jeune il vivait de contrebande, mais désirant gagner honnêtement sa vie, il est parti travailler à l'étranger revenant rarement au village de sa famille.
Nazar demande à son père de rester au village pour qu'ils participent ensemble au carnaval de Malanka une fête traditionnelle. Peu après un incendie se déclare dans l'église que Nazar avait quitté depuis peu. Pamfir comprenant que son fils est responsable de cet incendie promet au responsable du local d'en payer la remise en état mais il ne veut pas que sa femme apprenne la responsabilité de Nazar et l'engagement qu'il a pris en conséquence.
Cependant, comme Pamfir n'a pas les moyens de s'acquitter de sa dette, malgré la résolution qu'il a prise et la promesse qu'il a faite à Olena, il décide de passer des cigarettes en contrebande.

## Fiche technique
Sauf indication contraire, les informations mentionnées dans cette section peuvent être confirmées par la base de données cinématographiques IMDb,  présente dans la section « Liens externes ».
- Titre original : Памфір (Pamfir)
- Titre français : Le Serment de Pamfir
- Réalisation : Dmytro Soukholytkyi-Sobtchouk (uk)
- Scénario : Dmytro Sukholytkyy-Sobchuk
- Musique : Laetitia Pansanel-Garric
- Photographie : Mykyta Kuzmenko
- Décors : Ivan Mykhailov
- Costumière : Mariia Kvitka[3]
- Son : Serhiy Stepanskyy
- Montage : Nikodem Chabior
- Production : Oleksandra Kostina
- Société(s) de distribution : Condor Distribution
- Pays de production : Ukraine, France, Chili, Pologne, Luxembourg
- Langue originale : Ukrainien
- Format : 2.35:1 — couleur
- Genre : drame
- Durée : 103 minutes[4]
- Dates de sortie :
  -  Ukraine : 25 octobre 2022
  -  France : 21 mai 2022 (Festival de Cannes) ; 2 novembre 2022 (sortie nationale)

## Distribution
Sauf indication contraire, les informations mentionnées dans cette section peuvent être confirmées par la base de données cinématographiques IMDb,  présente dans la section « Liens externes ».
- Oleksandr Yatsentyuk : Leonid / Pamfir
- Olena Khokhlatkina : la mère de Leonid
- Solomiia Kyrylova : Olena
- Miroslav Makoviychuk : le père de Leonid
- Stanislav Potiak : Nazar
- Ivan Sharan : Victor
- Rymma Zioubina : animatrice de l'émission Félicitations avec une chanson.

## Tournage et production
La pandémie de Covid-19 a conduit à repousser le tournage du printemps 2020 au mois d'octobre suivant ; celui-ci s'est terminé en 2021, de nouveau perturbé par le confinement. Le montage s'est déroulé en Pologne, où le réalisateur Dmytro Sukholytkyy-Sobchuk n'a pu se rendre pendant un temps à cause des restrictions liées à la pandémie. Au moment de l'invasion de l'Ukraine par la Russie de 2022, le montage images est quasiment terminé et le montage son est en cours : Dmytro Sukholytkyy-Sobchuk pense un temps à franchir la frontière pour s’occuper de l’étalonnage en Pologne mais choisit finalement de rester dans son pays pour s’engager dans l’humanitaire. Le master son se trouve dans un studio à Kiev qui est bombardée. Un assistant du montage son se rend malgré tout au studio pour télécharger le fichier et le transmettre à Paris, le film étant coproduit par la Française Laura Briand.

## Accueil
« Travellings avant et arrière majestueux, photographie aux couleurs incendiaires et images du Malanka, ce carnaval traditionnel ukrainien où les hommes se costument en bêtes (boucs, ours, loup), comme sur une toile de Bruegel : la mise en scène de Dmytro Sukholytkyy-Sobchuk ferait passer pour éteinte celle d'un Emir Kusturica. » selon Guillemette Odicino (Télérama), « film à ne pas manquer », d'après Le Monde, car « ce film violent et inspiré frappe, d’ores et déjà, à coups redoublés à la porte de l’Europe. » estime Jacques Mandelbaum.

## Distinctions

### Nomination
- Festival de Cannes 2022 : Caméra d'or